# Карцинизация
Карцинизация (от др.-греч. καρκίνος — «рак») — эволюционный процесс, в ходе которого раки приобретают внешнее и поведенческое сходство с крабами.
Термин введен в 1916 году английским зоологом Александром Борадейлом. Обратный процесс называется декарцинизацией.

## Описание

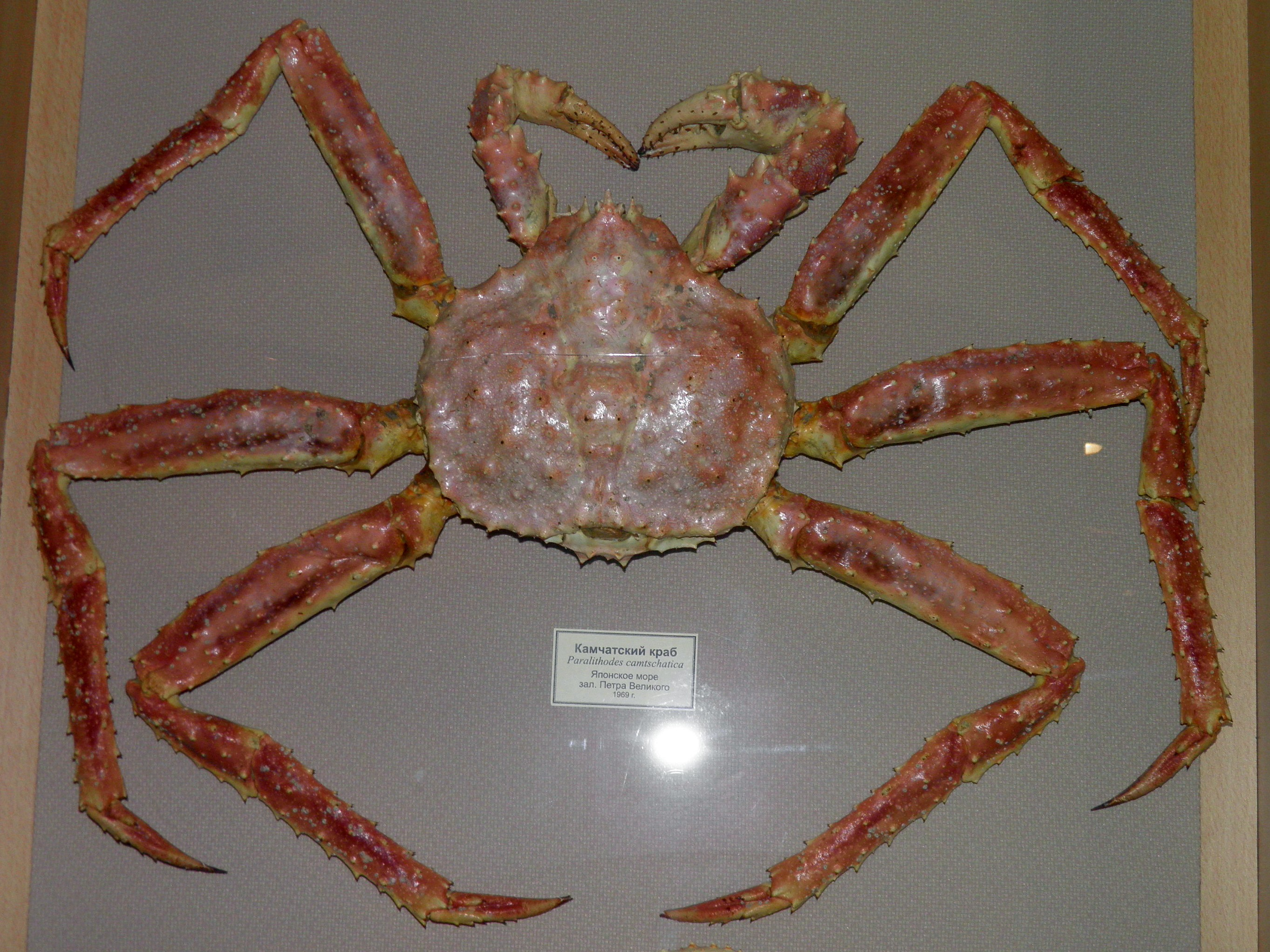
Типичный пример — камчатский краб, который, вопреки названию и внешнему виду, является не крабом, а неполнохвостым раком

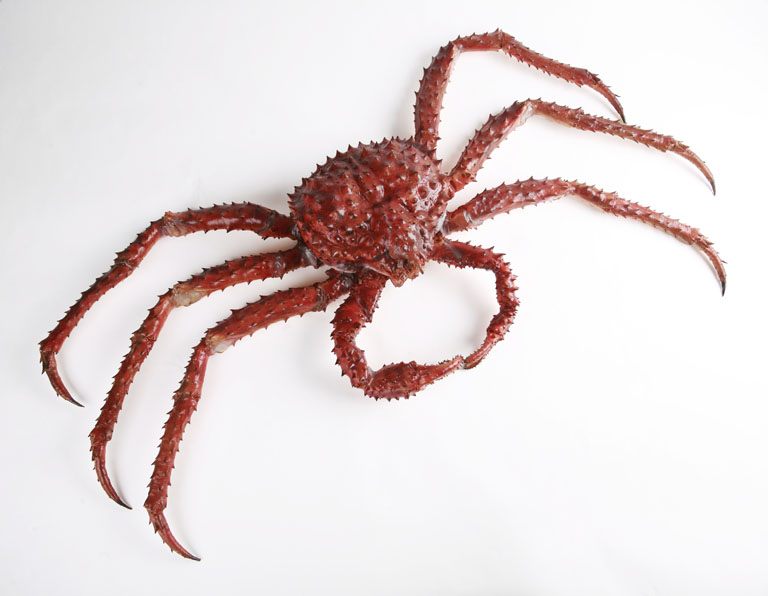
The Childrens Museum of Indianapolis — Alaskan red king crab.jpg

В ходе эволюции раков отмечены случаи, когда рак приобретает плоский карапакс и удлиненные ноги, а также у него укорачивается и подворачивается под карапакс брюшко, превращаясь по внешнему виду в краба. Однако при этом у рака сохраняются пять пар ходильных ног (частично редуцированных).
Крабоиды, или крабовидные раки-отшельники, образуют отдельное семейство. У большинства крабоидов сохраняется атавизм — малозаметная асимметрия брюшка, унаследованная от раков-отшельников, имеющих спиралевидный плеон.
Данные молекулярной биологии показывают, что различные виды ракообразных совершали процессы карцинизации и декарцинизации неоднократно, что привело к большому разнообразию видов и форм. Причины данных изменений не ясны.
Часто рассматривается как пример конвергентной эволюции.